# Arnaud Oihenart
Arnaud Oihenart o Arnaldo de Oyenart, también conocido como Arnaut Oihenarte (Mauleón, 17 de agosto de 1592-Saint-Palais, 1667), fue un jurista, político, historiador, poeta y crítico literario francés en latín, francés y euskera.
Estudió derecho en Burdeos. En 1663 ingresó en los Estados de Sola en calidad de síndico del Tercer Brazo. Contrajo matrimonio con Juana de Ordos, la cual pertenecía a una prestigiosa familia de la Baja Navarra, donde se instaló y ejerció de abogado de los Estados de Navarra con sede en Saint Palais.
Investigó en los archivos de Bayona, Pau, Toulouse y París para recopilar información de los señores de Agramont. El virrey de Navarra le negó el permiso para revisar los archivos de la Cámara de Comptos de Navarra en Pamplona porque consideró que pretendía escribir contra la Conquista de Navarra realizada por el rey Fernando el Católico.
Durante mucho tiempo fue considerado el primer autor laico de la literatura en dicho idioma, ya que el manuscrito del alavés Juan Pérez de Lazarraga fue descubierto en 2004. Es el primer autor suletino conocido. Su obra destaca por su espíritu humanista. Quiso alejar la poesía en euskera de los cauces tradicionales de Bernat Etxepare y acercarla a los estándares de la poesía culta de su época.
Falleció en Saint-Palais en 1668, donde hoy se encuentra la casa señorial Derdoy-Oyhenart. Su linaje tuvo destacada actuación en distintas esferas de la vida cultural y política del País Vasco francés. 
En el siglo XVIII, algunos de sus descendientes emigraron a la Argentina. Son sus descendientes directos Horacio B. Oyhanarte, quien fuera Canciller de la República Argentina, y Julio C. Oyhanarte, quien fuera miembro de la Corte Suprema de aquel país en dos oportunidades.

## Obra
- Déclaration historique de l´injuste usurpation et retention de la Navarre par les Espagnols (1625, 1755-62). Ensayo que argumenta la ilegalidad de la invasión del Reino de Navarra por parte del Reino de Castilla.
- Notitia utriusque Vasconiæ, tum ibericæ, tum aquitanicæ (Historia de las dos Vasconias, ibérica y aquitana)(1638). Tratado historiográfico de gran sentido crítico respecto a las teorías vigentes entre los vascos de la época, tales como el vasco-cantabrismo defendido por autores como Esteban de Garibay, entre otros. Contiene también la primera gramática conocida de la lengua vasca. Existe una moderna traducción hecha por Javier Gorosterratzu (San Sebastián, 1929).
- Les Proverbes Basques, recueillis par le Sr. d'Oihenart; plus les poésies basques du mesme auteur (1657). Editado por la Real Academia de la Lengua Vasca como Euskal atsotitzak eta neurtitzak (200e). Refranero tradicional y poemas autobiográficos en euskera del mismo autor. Como poeta se caracteriza por su exactitud de métrica y riqueza en la rima, invención de nuevas estrofas, tratamiento delicado de los temas y un lenguaje culto.
- L'art poetique (1665). Ensayo sobre poesía vasca conservado en forma manuscrita y descubierto y publicado por Piarres Lafitte en 1967. Es el primer trabajo teórico conocido sobre la poesía vasca. En él ofreció reglas generales sobre la métrica y versificación en lengua vasca.